# Metropolregion Sarasota
Die Metropolregion Sarasota ist eine Metropolregion an der Westküste des US-Bundesstaates Florida. Sie stellt eine durch das Office of Management and Budget definierte Metropolitan Statistical Area (MSA) dar und wird von der Behörde offiziell North Port–Bradenton–Sarasota, FL Metropolitan Statistical Area genannt. Sie umfasst die Countys Manatee und Sarasota. Die größten Städte des Verdichtungsgebietes sind North Port, Sarasota und Bradenton.
Zum Zeitpunkt der Volkszählung von 2020 hatte das Gebiet 833.716 Einwohner.
Des Weiteren wird die Region zusammen mit der MSA Punta Gorda und der µSA Arcadia zur CSA North Port–Sarasota zusammengefasst, die zusätzlich die Countys Charlotte und DeSoto miteinbezieht. Sie zählte 2020 insgesamt 1.054.539 Einwohner.